# Marta Lafuente
Marta Justina Lafuente (16 de marzo de 1963-2 de junio de 2022) fue una psicóloga y política paraguaya que ocupó el cargo de ministra de Educación y Cultura de Paraguay desde el 15 de agosto de 2013 hasta el 5 de mayo de 2016.

## Biografía
Estudió psicología en la Universidad Católica Nuestra Señora de la Asunción, institución donde también trabajó como profesora y estudiosa.
El 15 de agosto de 2013 asumió como ministra de Educación y Cultura del Paraguay en el gabinete del presidente Horacio Cartes. Después de una amplia denuncia y movilizaciones estudiantiles, anunció su renuncia el 5 de mayo de 2016.
Falleció el 2 de junio de 2022.
En su gestión, la cartera todavía se denominada Ministerio de Educación y Cultura (MEC), y en 2017 pasó a Ciencias. La exministra se había destacado por una posición firme al frente del MEC, con una amplia experiencia en el rubro. Su labor sobresalió en sus estudios de Educación Media en el Colegio Internacional de Asunción y la carrera de Psicología con énfasis en Educación en la Facultad de Filosofía de la Universidad Católica Nuestra Señora de la Asunción.
Durante cinco años, desde el 2003 al 2008 se desempeñó como viceministra de Educación del MEC. También fue miembro del equipo elaborador del diseño del programa de fortalecimiento de la reforma de la educación básica del MEC con el Banco Interamericano de Desarrollo (BID).
También ha trabajado en consultorías para organismos nacionales e internacionales como BID, la ONG Sumando, Organización de Estados Iberoamericanos para la Educación, la Ciencia y la Cultura (OEI), Fondo de las Naciones Unidas para la Infancia (Unicef), Organización Juntos por la Educación, Fundación Parque Tecnológico Itaipú-Paraguay, Centro de Estudios Judiciales del Paraguay (CEJ), por citar algunos